# Kanontorget

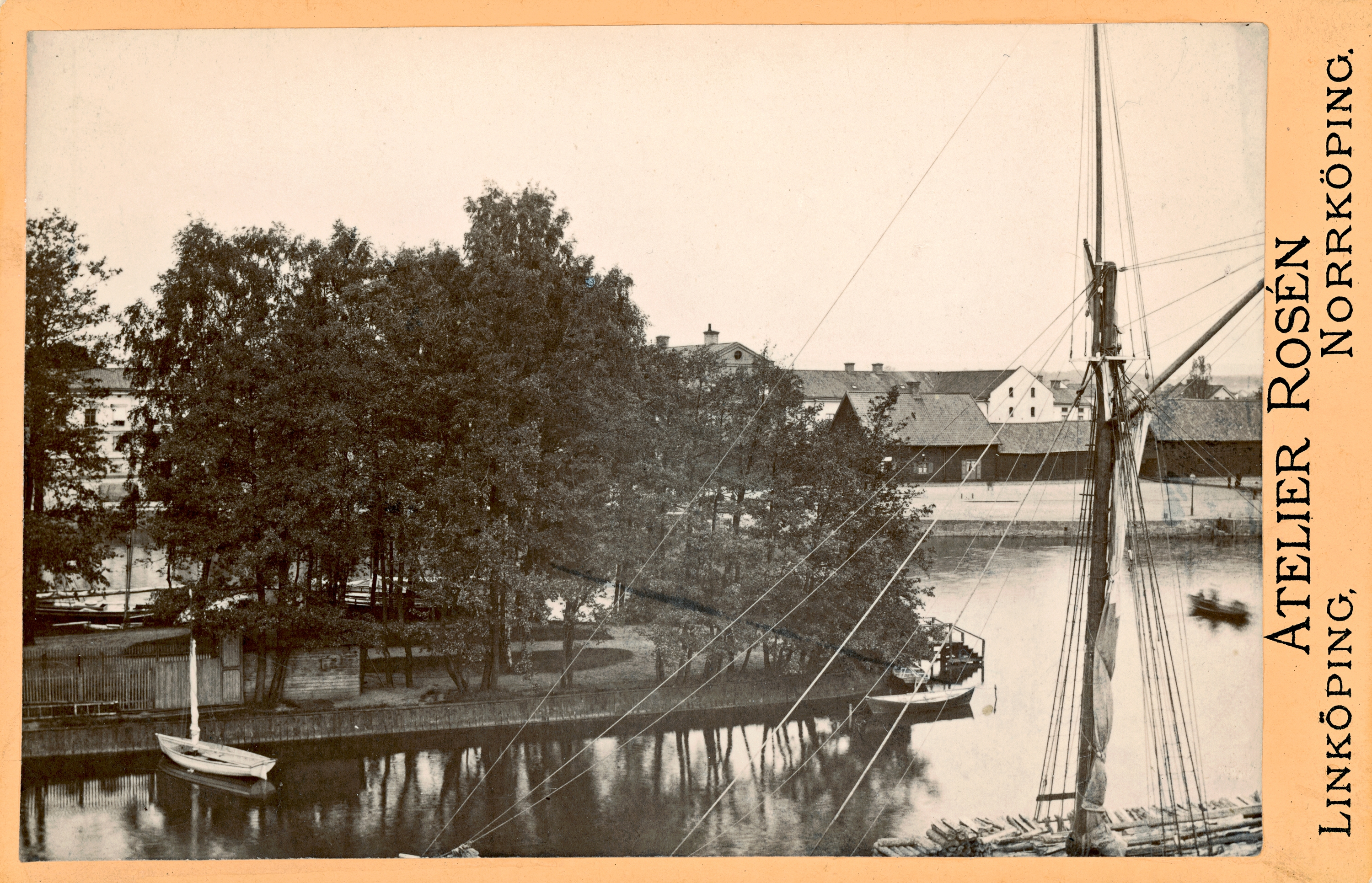
Östra Strömsholmen med västra delen av Kanontorget i bakgrunden, före 1932.

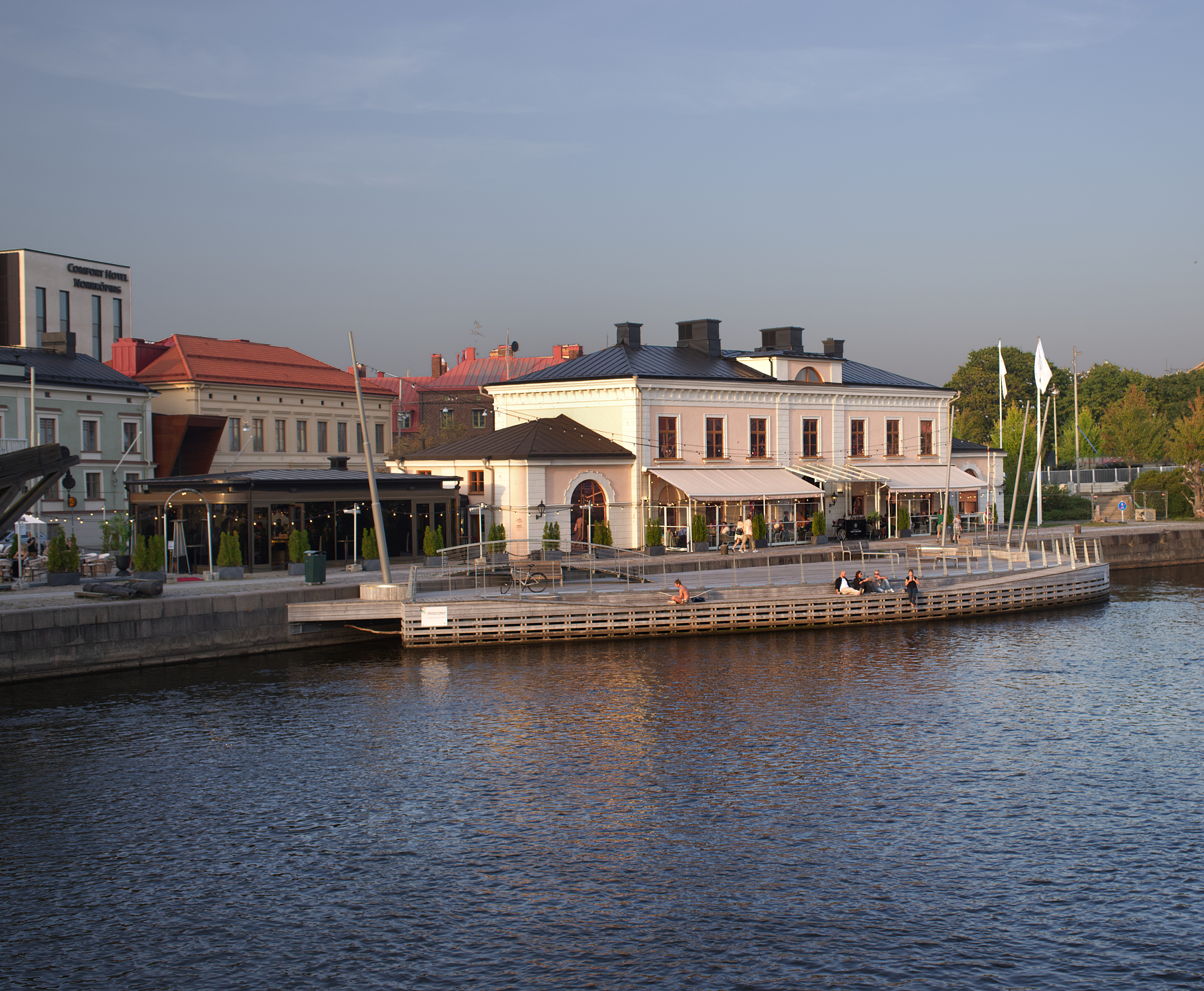
Gamla tullhuset, 2024. Kanonkranen skymtar längst till vänster.

Kanontorget, tidigare Norra Hamnplanen, är en öppen plats och park vid Motala ström på Saltängen i Norrköping.
Kanontorget var tidigare upplagsplats för kanoner från Finspångs bruk, som skulle skeppas ut från Norrköpings hamn. Bruket var under närmare 300 år landets största kanongjuteri. Tillverkningen pågick fram till 1911, då Bofors tog över verksamheten. Torget finns med på 1848 års stadskarta och omfattade ursprungligen också nuvarande Tullhustorget på andra sidan Packhusgatan. Hamnbron fick 1915 sitt norra brofäste på Kanontorget och delade detta i två delar.
Norra Hamnplanen var mellan 1854 och 1872 slutstation för den hästdragna Fiskeby järnväg, som byggts för att frakta varor från Finspångs bruk till Norrköpings hamn för export.
Efter perioden för kanonexport var hamnplanen upplagsplats för spannmålshantering i anslutning till Andreas kvarn. En omgestaltning av den östra delen av det gamla Kanontorget genomfördes i slutet av 2010-talet, varvid en del omedelbart öster om Hamnbron bildade den nya Kanonparken.

## Kanonkran
På ömse sidor om Hamnbron i Norrköping, står gamla kranar. På östra sidan en någorlunda modern kran som tjänstgjort i Inre hamnen, på västra sidan en tidig kran. Denna är en kopia av den kran, som i original fortfarande står på Kranakajen i Fiskeby och som tillverkades 1854 för att lossa kanoner från pråmar från Finspång för att lastas på vagnar på Fiskeby järnväg. Finspångs järnväg upphörde 1872, då ny lastplats anlades i Eksund vid den nybyggda Östra stambanan.

## Järnkanonerna
På Kanontorget vid Kanonkranen ligger tre kanoner, som tillverkats på kanonbruket i Finspång under första hälften av 1600-talet och forslats med pråmar samt oxdragna vagnar till Norra hamnplanen för export, troligen till Amsterdam. Fartygen förliste med sin last av stångjärn, kanoner och mässingstråd i närheten av Läsö i Kattegatt. En del av lasten bärgades 1955 från 45 meters djup och tre av de bäst bevarade, men rostangripna kanonerna, en stor och två lite mindre, placerades 1971 efter konservering vid Hamnbrons norra fäste. De finns numera vid Kanonkranen vid Gamla tullhuset.